# فورمات (وكالة تصوير)
فورمات هي وكالة تم إنشاؤها عام 1983 لتمثيل النساء المصورات، بهدف توثيق العالم من منظور مختلف.عملت الوكالة لمدة عقدين من الزمن، وتميزت نهايتها في عام 2003 بمعرض. وفي عام 2010، عرض المعرض الوطني للصور في لندن ( معرض اللوحات القومي (لندن))مجموعة من أعمال مصوري وكالة فورمات. 
كانت فكرة وجود وكالة تصوير لجميع النساء فكرة ماجي موراي و فال ويلمر، و شملت الوكالة على مر السنين الأعضاء: جاكي تشابمان، أنيتا كوربن، سو دارلو، ميلاني فريند، شيلا جراي، بولا جلاسمان، جودي هاريسون، بام إيشيروود، روشيني كيمبادو، جيني ماثيوز، جوان أوبراين، ريسا بيج، بريندا برينس، أولريك بريوس، ميريوم ريك، كارين روبنسون، بولا سولويلاي، مو ويلسون و ليزا ووليت.